# Psychotria mindanaensis
Psychotria mindanaensis är en måreväxtart som beskrevs av Elmer Drew Merrill. Psychotria mindanaensis ingår i släktet Psychotria och familjen måreväxter. Inga underarter finns listade i Catalogue of Life.